# Pinchas Zukerman

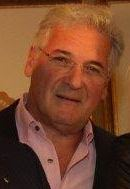
Pichas Zukerman in 2014

Pinchas Zukerman (Hebreeuws: פנחס צוקרמן, Tel Aviv, 16 juli 1948) is een Israëlisch violist, altviolist, en dirigent. 

## Loopbaan

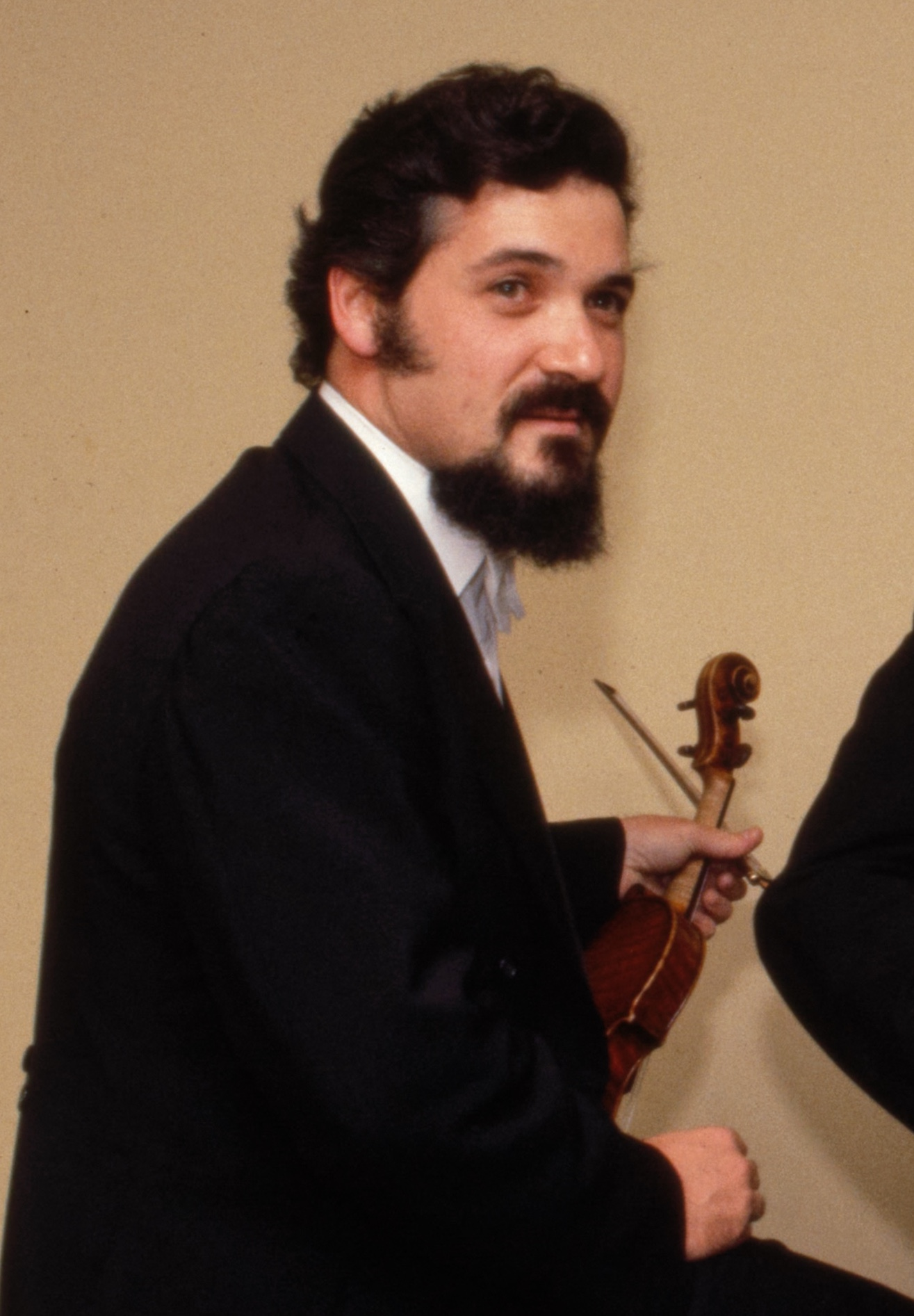
Pinchas Zukerman in 1980

Zukerman verliet Israël en vertrok naar de Verenigde Staten waar hij studeerde aan de Juilliard School of Music. Hij debuteerde in 1963 in New York. Van 1980 tot 1987 was hij directeur van het Saint Paul Chamber Orchestra in Minnesota. 
Hij werd in april 1998 benoemd tot Music Director van Canada's National Arts Centre Orchestra (NACO). Gedurende het seizoen 2005-2006 trad Zukerman veelvuldig op buiten het NACO, en buiten Ottawa en Canada. Hij ging op tournee met Itzhak Perlman naar Washington, New York, Boston, Philadelphia, Atlanta, Miami en Chicago.
Hij is behalve violist en altist ook dirigent en leidde de orkesten van Indianapolis, Chicago, Pittsburgh, Dallas, Singapore, en de Nationale Symfonie Orkesten van Israël, Seoel, het Nagoya Philharmonic Orchestra, en de Staatskapelle Berlin. Hij ging op tournee door België en Duitsland met het Belgische Nationale Orkest. Hij gaf een recitaltournee met pianist Marc Neikrug en gaf concerten in Londen, Parijs, Moskou, Milaan, München en Birmingham. Op 20 oktober 2006 traden Pinchas Zukerman en Amanda Forsyth op met het Classic FM Orchestra in Sofia, Bulgarije, onder leiding van Maxim Eshkenazy.
Met de Zukerman Chamber Players heeft Zukerman sinds de oprichting in 2003 meer dan 40 concerten over de hele wereld gegeven en twee cd’s opgenomen.
Zukerman is lid van de faculteit aan de Manhattan School of Music en is het hoofd en de oprichter van het ‘Zukerman Performance Program’ op die school.
Zukerman heeft meer dan 100 werken opgenomen, is 21 maal genomineerd voor een Grammy Award en won er twee.
Hij speelt op de "Dushkin" Guarnerius del Gesù uit 1742.

## Prijzen en onderscheidingen
- Grammy Award for Best Chamber Music Performance: Itzhak Perlman & Pinchas Zukerman voor Music for Two Violins (Moszkowski: Suite voor twee violen/Shostakovich: Duets/Prokofjev: Sonate voor twee violen) (Grammy Award in 1981|1981)
- King Solomon Award
- National Medal of Arts 1983 uitgereikt door President Ronald Reagan
- Isaac Stern Award for Artistic Excellence

## Trivia
Hij is goed bevriend met Daniel Barenboim en Itzhak Perlman. Hij is getrouwd met de eerste celliste van het NAC Orchestra, Amanda Forsyth. Hij woont in het exclusieve Rockcliffe Park gebied in Ottawa. Hij heeft twee dochters, Arianna and Natalia, uit zijn 15-jarig huwelijk met fluitiste en romanschrijfster Eugenia Rich. Beide dames zijn zangeressen; Arianna Zukerman is een operazangeres, terwijl Natalia Zukerman een blues/folkmusicus is. Hij is bovendien ook getrouwd geweest met actrice Tuesday Weld, van 1985 tot 1998.
- Bibsys: 2053835
- Biblioteca Nacional de España: XX1165810
- Bibliothèque nationale de France: cb13901442d (data)
- CiNii: DA04099360
- Gemeinsame Normdatei: 124340369
- International Standard Name Identifier: 0000 0001 1480 0445
- Library of Congress Control Number: n81021936
- Nationale Bibliotheek van Letland: 000067076
- MusicBrainz: 88b8d585-02c6-4ac7-b1ee-f160f83afa78
- Nationale Bibliotheek van Tsjechië: xx0053061
- Nationale bibliotheek van Australië: 36559482
- Nationale Bibliotheek van Israël: 987007273054005171
- Nationale Bibliotheek van Polen: a0000001854683
- Nederlandse Thesaurus van Auteursnamen: 072331275
- Réseau des bibliothèques de Suisse occidentale: 02-A004003011
- SNAC: w644650s
- Système universitaire de documentation: 11426824X
- Trove: 1292333
- Virtual International Authority File: 110840061
- WorldCat: E39PBJkttMpC6QHvqv7gfxPG73